# 조시 샤피로
조슈아 데이비드 샤피로(Joshua David Shapiro, 1966년 9월 30일 ~ )은 미국의 정치인으로 현재 펜실베이니아주 주지사이다.

## 학력
- 잭 M. 베럭 히브리 아카데미 졸업
- 로체스터 대학교 정치학 B.A.
- 조지타운 대학교 J.D.

## 경력
- 2005.01 ~ 2012.01 펜실베이니아 제153선거구 하원의원
- 2012.01 ~ 2017.01 몽고메리 카운티 위원회 위원
- 2017.01 ~ 2023.01 제50대 펜실베이니아 법무장관
- 2023.01 ~ 제48대 펜실베이니아주 주지사

## 역대 선거 결과
| 선거명      | 직책명                              | 대수 | 정당   | 득표율  | 득표수      | 결과 | 당락                             |
| ----------- | ----------------------------------- | ---- | ------ | ------- | ----------- | ---- | -------------------------------- |
| 2004년 선거 | 하원의원 (펜실베이니아 제153선거구) | -대  | 민주당 | 54.32%  | 18,237표    | 1위  | 펜실베이니아 주의원 당선         |
| 2006년 선거 | 하원의원 (펜실베이니아 제153선거구) | -대  | 민주당 | 76.00%  | 19,712표    | 1위  | 펜실베이니아 주의원 당선         |
| 2008년 선거 | 하원의원 (펜실베이니아 제153선거구) | -대  | 민주당 | 100.00% | 33,165표    | 1위  | 펜실베이니아 주의원 당선         |
| 2010년 선거 | 하원의원 (펜실베이니아 제153선거구) | -대  | 민주당 | 70.12%  | 17,430표    | 1위  | 펜실베이니아 주의원 당선         |
| 2011년 선거 | 몽고메리 카운티 위원회 위원         | -대  | 민주당 | 27.00%  | 89,103표    | 1위  | 몽고메리 카운티 위원회 위원 당선 |
| 2015년 선거 | 몽고메리 카운티 위원회 위원         | -대  | 민주당 | 30.91%  | 97,212표    | 1위  | 몽고메리 카운티 위원회 위원 당선 |
| 2016년 선거 | 펜실베이니아 법무장관               | 50대 | 민주당 | 51.39%  | 3,057,010표 | 1위  | 펜실베이니아주 법무장관 당선     |
| 2020년 선거 | 펜실베이니아 법무장관               | 50대 | 민주당 | 50.84%  | 3,461,217표 | 1위  | 펜실베이니아주 법무장관 당선     |
| 2022년 선거 | 펜실베이니아 주지사                 | 48대 | 민주당 | 56.49%  | 3,031,137표 | 1위  | 펜실베이니아 주지사 당선         |